# Stephen Hillenburg
 (octobre 2021).
Si vous disposez d'ouvrages ou d'articles de référence ou si vous connaissez des sites web de qualité traitant du thème abordé ici, merci de compléter l'article en donnant les références utiles à sa vérifiabilité et en les liant à la section « Notes et références ».
Stephen McDannell Hillenburg est un dessinateur, scénariste, producteur exécutif et réalisateur américain né le 21 août 1961 à Lawton en Oklahoma et mort le 26 novembre 2018 à San Marino en Californie. Il est principalement connu comme le créateur de Bob l'éponge.

## Biographie
Hillenburg est diplômé de sciences naturelles de l'université d'État de Humboldt et d'animation expérimentale (en) du California Institute of the Arts en 1992. Durant ses études, il réalisa en indépendant plusieurs films d'animation dont The Green Beret (1991) et Wormholes (1992), qui furent présentés dans des festivals internationaux (Annecy, Hiroshima, Ottawa, Oberhausen) ainsi qu'à la Los Angeles Animation Celebration. Hillenburg a également travaillé comme réalisateur sur la dernière saison de la série Nickelodeon Rocko's Modern Life.
Dès son plus jeune âge, il est passionné par les films du commandant Cousteau, ce qui le conduit tout naturellement à devenir professeur de biologie marine à l'Institut océanographique d'Orange County pendant trois ans, de 1984 à 1987,. Il y conçoit pour ses étudiants The Intertidal Zone, une bande dessinée éducative sur les animaux des mares résiduelles, dont une éponge parlante,.
Mais son autre obsession, le dessin, le pousse à retourner en classe d'animation au California Institute of the Arts en 1987. Alors qu'il suit toujours des cours, Hillenburg reçoit un travail sur la série télévisée pour enfants Grimmy de 1991 à 1993[réf. souhaitée]. Il y réalise ses premiers courts-métrages, puis, une fois l'école finie, il commence à travailler chez Nickelodeon. Il y apprend les rudiments du métier et commence à réfléchir sur la série qu'il voudrait créer.
À l'origine, l'idée de l'éponge germe, mais il s'agit alors d'une éponge naturelle, difforme. Puis, Hillenburg observe sa maison, sa cuisine et décide alors de donner vie à une éponge de cuisine bien rectangulaire et propre. Bob l'éponge devient une série télévisée en 1999 puis un film, Bob l'éponge, le film en 2004 qui va être un succès. Après le film, Stephen Hillenburg a cessé de travailler pour la série et a légué son rôle à Paul Tibbitt. En décembre 2014, il est annoncé sur Twitter qu'il allait retourner travailler sur le dessin animé en 2015.
Il meurt le 26 novembre 2018 de la maladie de Charcot.

## Filmographie
- 1993-1996 : Rocko's Modern Life (auteur, réalisateur)
- 1999-2018 : Bob l'éponge (créateur, scénariste, acteur): Potty (saison 2,3)
- 2004 : Bob l'éponge, le film (The SpongeBob SquarePants Movie)